# دانه‌خوار دمگاه‌حنایی
دانه‌خوار دمگاه‌حنایی (نام علمی: Sporophila hypochroma) نام یک گونه از سرده دانه‌خوارهای نمادین است.